# Batalla de Cadeix

La situació geopolítica a l'Orient Mitjà cap al 1200 aC, al final de l'Edat del Bronze Final. (l'Amurru i Cadeix estan inclosos entre els vassalls dels hitites).

La batalla de Cadeix (també Kadesh o Qadesh) va ser un combat a gran escala lluitat entre egipcis i hitites pel control de la Síria del sud a una data entre el 1295 aC i el 1270 aC segons les diferents cronologies, i generalment datada el 1274 aC.

## Antecedents de la batalla de Cadeix
Egipte tenia interessos a Biblos des del temps del faraó Khasekhemwy (Dinastia II), bàsicament comercials i diplomàtics. En diferents moments al llarg dels segles Egipte va comerciar amb la zona més o menys intensament. Amb Senusret III de la Dinastia XII els exèrcits egipcis van entrar a Palestina-Síria per primer cop i van capturar Siquem. Les relacions amb Biblos i Ugarit principalment van quedar molt reforçades però la dominació efectiva mai es va establir.
Amb la dinastia XVIII la cosa va canviar. Segons el sistema de l'època la dominació s'establia a través de pactes amb els reietons locals, amb dos tipus de tractats: els riksu (paritaris) i els ade (equivalent a un tractat de vassallatge). A començaments del segle xv aC l'hegemonia de Síria corresponia a Mitanni i va durar tot el segle i fins a la meitat del segle xiv aC quan va passar a Hatti. Tuthmosis III va estendre la seva dominació a Palestina, derrotant el rei de Cadeix i els prínceps aliats a la batalla de Meguidó; dotzenes de prínceps van ser agafats com a ostatges i després retornats als seus països per regir els estats com a vassalls egipcis. Això va portar a la percepció de què Palestina i bona part de Síria eren territori egipci.
Finalment a partir de Tuthmosis IV es va establir la pau amb Mitanni segons un repartiment de les zones d influencia, quedant per Egipte el país d'Amurru, i la terra de Cadeix, renunciant Egipte a les zones més al nord. Cadeix era la clau de tot el control de la part nord dels dominis egipcis, ja que controlava la vall del riu Eleuteros que portava fins a les seves possessions a l'Orontes.
Mitanni però va perdre influencia minat per les lluites civils i pel creixent poder hitita. Amurru, abans una regió tribal, es va convertir de fet en un regne dirigit per Abdi-Asirta a la meitat del segle xiv aC. El dirigent d'Amurru, al·legant lleialtat al rei egipci s'havia apoderat de molts territoris; la mateixa Biblos, governada per un rei lleial a Egipte, va estar a punt de ser conquerida, i les cartes d'Amarna revelen les angoixants crides demanant ajut que feia el seu rei al rei d'Egipte. La inactivitat d'Egipte va ser la norma i Amurru es va engrandir. Biblos es va salvar per l'enviament d'una expedició militar i Abdi-Asirta va morir llavors assassinat per la seva pròpia gent.
Però l'arriba a la zona dels hitites va capgirar la situació. Els hitites (Subiluliuma I) van establir la seva dominació a Alep, Mukish (Alalakh), Niya, Arakhtu, Qatna i Nuhase. El primer país vassall dels egipcis a aliar-se als hitites va ser Ugarit. Els hitites van conquerir la ciutat de Cadeix, capçalera dels estats vassalls egipcis, i el seu rei Aitakama fet presoner, i el principat es va convertir també en vassall dels hitites de fet, encara que Aitakama va ser restaurat com a rei i nominalment va renovar la seva lleialtat a Egipte, però va actuar ja en contra d'ells i fins i tot va atacar Upe, un vassall egipci. Egipte no va poder dir res perquè els hitites havien atacat Cadeix després de ser prèviament atacats; el faraó va nomenar Aziru d'Amurru fill d'Abdi-Asirta, com a protector dels interessos egipcis a la regió, i Aziru va tornar a expandir els seus dominis, mentre flirtejava amb els hitites, als que va enviar una delegació; finalment quan els egipcis van reaccionar i van cridar Aziru per donar explicacions, aquest va haver d'obeir però va saber convèncer els egipcis de les seves suposades bones intencions, i quan després d'un temps va poder tornar es va aliar obertament als hitites que el van reconèixer com a rei.
Pel mateix temps Cadeix es va revoltar obertament i és possible que un exèrcit egipci enviat contra la ciutat fóra rebutjat. Les possessions egípcies de l'Orontes de fet es podien donar per perdudes. Tot això va ser possible perquè al mateix temps regnava Akhenaton, que es va desentendre dels afers de Síria i a més a més els hitites anaven suposadament només contra Mitanni i no contra Egipte. Egipte va sentir molt aquesta pèrdua, i era d'esperar que al moment propici s'intentés la recuperació d'allò perdut.
A la mort de Tutankamon la reina egípcia va demanar a Subiluliuma I un fill per fer-lo rei d'Egipte i el poderós partit antihitita el va eliminar pel camí i va portar al tron a l'ambiciós general i visir Ay. Quan aquest va morir el va succeir el seu gendre el general Horemheb, que va establir la seva capital a Àvaris com a punt de partida per una eventual reconquesta, però no va arribar mai a fer la campanya decisiva i el seu successor Ramsès I va morir després de regnar només un any i mesos. Seti I tenia sens dubte intenció de recuperar Síria i durant el seu primer any ja va fer una expedició on va fer renovar l'obediència a molts prínceps cananeus que de fet havien restat independents. Va ser la primera vegada que el faraó encapçalava el seu exèrcit, senyal de què no es tractava d'una acció policial sinó de conquesta (de reconquesta segons el punt de vista egipci). Al seu segon any Seti I va portar un exèrcit a la zona. A Karnak es diu que les campanyes del faraó eren «per destruir la terra de Cadeix i la d'Amurru». En aquesta campanya va deixar una estela de victòria a Cadeix on s'indica que la ciutat havia estat conquerida, però sembla que en canvi la conquesta d'Amurru o va ser molt breu o va fracassar; des de Cadeix va avançar al nord i va derrotar els «hitites» (probablement petits contingents dels prínceps vassalls hitites) i per raons incertes els hitites no van respondre immediatament potser ocupats en un altre lloc. Però abans de la mort de Seti, Cadeix ja tornava a estar en mans dels hitites.
Ramsès II no va tenir activitat militar als seus primers tres anys però al quart any una carta del rei d'Amurru Bentesina explicava al rei hitita que s'havia hagut de declarar vassall egipci per la força, aparentment resultat de l'enviament d'un exèrcit egipci. El cert és que els hitites no el van creure. El gros de l'exèrcit egipci ja era allí o hi va anar a rebre la submissió d'Amurru, i el rei hitita Muwatal·lis II al mateix temps considerava necessari protegir Cadeix per assegurar els regnes d'Alep i Karkemish governats per branques hitites, i altres estats vassalls de la zona, i va enviar un exèrcit per recuperar Amurru i guarnir Cadeix. Els dos exèrcits es van trobar a la vora de Cadeix.

## Preparatius de la batalla
L'exèrcit hitita era de quasi 50.000 homes per més de 40.000 els egipcis. Els hitites van provar una nova modalitat de lluita: cada carro de guerra portava tres homes en lloc de dos com abans.
Acompanyaven al rei hitita contingents de Mitanni, Arzawa, Dardany (?), Masa, Pitassa, Arawanna, Karkissa, Lukka, Kizzuwatna, Karkemish, Ugarit, Khalap, Nuhase, Cadeix i un territori o ciutat anomenat pels egipcis Mwš3nt (no identificat) a més d'altres contingents (del regne d'Hakpis segur, i probablement també de Seha, Mira i Kuwaliya, Hapalla, Wilusa…)

## Batalla
L'exèrcit egipci va assegurar Sumur. Després i es va acostar a l'Orontes per la part oriental, i va arribar a Sabtuna a uns 12 km al sud de Cadeix. Allí van rebre uns suposats missatgers de les tribus shosu que anunciaven que aquestes tribus abandonaven als hitites i es passaven als egipcis i que l'exèrcit hitita era al nord de Khalap. En realitat es tractava d'espies hitites i l'exèrcit hitita estava realment al nord-est de Cadeix. Els egipcis llavors van passar l'Orontes cap a l'oest, confiats, amb una part de l'exèrcit i només es van assabentar de la posició de l'exèrcit hitita per la casual captura de dos altres espies hitites que van confessar; el faraó era a l'orient del riu i es va haver de cridar urgentment a la resta de l'exèrcit però la batalla va començar abans d'arribar, quan 2.500 carros hitites es van abalançar sobre la divisió egípcia Ra que estava creuant el riu a Shabtuna i no estava preparada pel combat, va haver de donar-se a la fugida. Els hitites van travessar el riu cap a la part oriental i van marxar contra la divisió Amon que també va ser posada en fuita deixant al faraó amb només una força reduïda en un greu perill; el faraó va quedar assetjat al seu camp pels hitites.
L'oportuna arribada d'una força dels Amurru va salvar al faraó en atacar la rereguarda hitita; Muwatal·lis II va enviar contra ells mil carros però després de sis càrregues van ser rebutjats cap a l'Orontes. Com que els carros egipcis no els van poder empaitar la batalla es va acabar. Quan van arribar les altres dues divisions egípcies Ptah i Suteh la batalla havia acabat.

## Treva
Es coneix almenys un al·legat de victòria per part d'Hattusilis, germà de Muwatallis II. Després de la batalla es va concertar una treva, recollida en un tractat de pau, conegut com el tractat de Qadesh - el primer tractat diplomàtic conegut - signat als voltants de l'any 1285 aC, redactat en caldeu, l'idioma diplomàtic d'aquell temps. Ramsès II se'n va proclamar guanyador però pels hitites no hi havia dubte que els guanyadors havien estat ells. Ramsès va al·legar que el rei hitita va demanar la pau, però això potser va ser perquè l'estratègia hitita, consistent en un atac per sorpresa definitiu, havia fracassat i davant les baixes dels dos costats valia més un acord que una llarga guerra; els egipcis tampoc estaven interessats en una llarga guerra i probablement les seves baixes també havien estat prou importants. Els historiadors moderns pensen que els dos exèrcits van quedar molt disminuïts per la batalla mateixa i pels xocs addicionals, cosa que els podia fer vulnerables a altres enemics, i per això la treva era aconsellable.
Més tard la treva es va convertir en un tractat de pau que reconeixia als hitites la possessió de Cadeix i Amurru. Ramsès es casarà amb una filla de Hattusilis III, germà i successor (no immediat) de Muwatallis II.